# دانیل پرن
دانیل پرن (انگلیسی: Daniel Prenn; ۷ سپتامبر ۱۹۰۴ – ۳ سپتامبر ۱۹۹۱) یک تنیس‌باز اهل بریتانیا بود.